# Jan Kasprowicz
Jan Kasprowicz, poljski pesnik, dramaturg, prevajalec in literarni kritik, * 12. december 1860, † 1. avgust 1926.
Bil je eden glavnih predstavnikov gibanja Mlada Poljska. Je predhodnik sodobnega prostega verza, katastrofizma in primitivističnih teženj v sodobni umetnosti. Postavljali so ga ob bok  Adamu Mickiewiczu, nekateri so ga celo označili za pesnika – preroka (wieszcz).

## Življenje
Kasprowicz je bil rojen v vasi Szymborze leta 1860 v nepismeni družini očetu Piotru Kasprowiczu in materi Józefi (dekliško Kloft) Kasprowicz. Bil je eden izmed 14 otrok. V rani mladosti je proti vsem pričakovanjem okreval od bolezni, to čudežno ozdravitev pa so pripisali podobici sv. Valentina in goreči veri Kasprowiczeve matere.
Šolal se je v več gimnazijah v pruskem delu Poljske, in sicer v Inowrocławu, Poznanju, Opolu in Raciborzu. Leta 1884 je maturiral na gimnaziji sv. Marije Magdalene v Poznanju. Vpisal se je na Univerzo v Leipzigu, kjer je študiral filozofijo in književnost. V času študija je veliko časa preživel in tudi deloval v socialističnih krogih, katerih vodilni mislec je bil marksistični sociolog Ludwik Krzywicki. Zaradi udejstvovanja v  socialističnih dejavnostih je bil Kasprowicz leta 1887 dvakrat aretiran in je pol leta preživel v zaporu.
Po izpustitvi iz zapora, med letoma 1888 in 1889, se je Kasprowicz preselil v Lvov. Tam je pisal članke, predvsem o politiki in literaturi, za časopis »Kurier Lwowski«. Aktiven je bil tudi v literarnem in umetniškem društvu »Sokoł«. Pogosto je obiskoval salone in vinoteke in oblikoval svoj dekadentni, nekonformistični stil oblačenja in obnašanja, za kar je bil tudi nekoliko zasmehovan, označen za »dandyja« in »bikca, ki išče pozornost«.
Leta 1886 se je poročil s Teodozjo Szymańsko, a je zakon trajal le nekaj mesecev. Od Szymańske se je ločil in leta 1893 poročil z Jadwigo Gąsowsko, ki pa ga je po nekaj letih zapustila zaradi drugega mladopoljskega pisatelja Stanisława Przybyszewskega. Leta 1911 se je Kasprowicz poročil še tretjič, z 19 let mlajšo Rusinjo Mario Bunin, hčerko generala Viktorja Bunina.
V času prve svetovne vojne je sodeloval s stranko SDN (Stronnictwo Demokratyczno-Narodowe), ki si je prizadevala za nenasilno ustavitev rusifikacije in germanizacije Poljske.
V letih 1921–1922 je bil rektor Univerze Jana Kazimierza v Lvovu. Živel je v vili Harenda v Poroninu, kjer je 1. avgusta 1926 umrl. Danes sta mu v vili Harenda in v Inowrocławu posvečena muzeja, na posestvu ob vili pa najdemo tudi mavzolej, kjer je pokopan z ženo Mario.

## Delo
Kasprowicza je že v rani mladosti prevzela glasba; njegovo prvo srečanje z njo je bil zven cerkvenih orgel, ki je navdihnil njegovo najbolj znano pesniško zbirko Hymny (Himne). Okoli leta 1887 je že napisal svojo prvo pesem Bądź Polką (Bodi Poljakinja) in jo posvetil učiteljevi hčerki, debitiral pa je leta 1889 s pesniško zbirko Poezje (Poezije). V začetku je Kasprowiczeva dela navdihoval pozitivizem, ki pa je bil v času njegove pojavitve na sceni že v zatonu. Tako najdemo v njegovih delih pogoste motive nesrečnega življenja kmetov in revščine poljskega podeželja (zbirka sonetov Z Chałupy (Iz koče)). Kasneje se je oddaljil od prvin pozitivizma in se približal sodobnejšim literarnim tokovom. Njegova dela izrazito zaznamuje tudi njegova religioznost; pogosto se sprašuje o pomenu svetopisemskih evangelijev in preučuje ter v dela vključuje motive križevega pota, Golgote in Kristusovega drugega prihoda in se skoznje ukvarja z eksistencialnimi vprašanji.
V svojem slogu je bil Kasprowicz individualen in neprimerljiv s kom od svojih sodobnikov. Antoni Lange, poljski pesnik in filozof, je ob njegovi smrti zapisal: »Vedno je bil povsem izviren in, lahko bi rekli, nikoli ni bil posnemovalec kogar koli drugega. Imel je svoj planet in krožil okoli njega. Običajno so nam všeč stvari, ki so podobne nečemu, kar poznamo... Zame je Kasprowiczeva prednost prav v tem, da ni podoben nikomur drugemu.«
V času bivanja v Lvovu je Kasprowicz deloval kot novinar za časopisa Kurier Polski in Słowo Polskie (1902–1905). V tem času je prešel od socialnih vprašanj do vprašanj eksistence, ki so najbolj razvidna v pesmi Miłość iz leta 1895. V njej združuje elemente in duha krščanstva s hinduističnim panteizmom in uporablja prosti verz. Tri leta kasneje se je z zbirko Krzak Dzikiej Róży (Grm divjih rož, 1898) obrnil k simbolizmu, v njej pa je kot mnogi drugi mladopoljski umetniki opeval lepoto Tater. V začetku 20. stoletja je izdal še dve zbirki pesmi oz. himen, Ginącemu Światu (Svetu, ki izginja, 1901) in Salve Regina (1902). V zbirki Ginącemu Światu, ki je polna bibličnih motivov in parafraz, razkriva svojo stisko in se bori z idejo in osebo Boga, ki ga zdaj občuduje in časti, zdaj zanika ali zavrača. V kasnejšem delu Księga ubogich (Knjiga ubogih, 1916) Kasprowicz svojo vero odkriva na novo; nekateri imajo to delo za poosebljenje ideje frančiškanstva.
Prav tako je Kasprowicz veliko prevajal, in sicer iz angleščine (med prevajanimi avtorji so Shakespeare, Byron, Shelley, Marlowe, Keats, Wilde, Tagore …), nemščine (Goethe, Schiller), italijanščine (D'Annunzio), francoščine (Vauvenargues, Bertrand, Rimbaud, Maeterlinck), norveščine (Ibsen), nizozemščine (Heijermans), grščine (Ajshil, Evripid).
Nekaj Kasprowiczevih del je prevedenih tudi v slovenščino, in sicer je odlomek iz Knjige ubogih ter izbor del Soneti in štirivrstičnice prevedel Tone Pretnar, Himne in podobe na steklu pa Tine Debeljak.

## Dela
- Z chałupy (1887)
- Z więzienia
- Poezje (1889)
- Chrystus (1890)
- Z chłopskiego zagonu (1891)
- Świat się kończy (1891)
- Anima lachrymans i inne nowe poezje (1894)
- Miłość (1895)
- Krzak dzikiej róży w Ciemnych Smreczynach (1898)
- Ginącemu światu (1901)
- Salve Regina (1902)
- Ballada o słoneczniku (1908)
- Chwile (1911)
- Księga ubogich (1916)
- Hymny (1921)
- O bohaterskim koniu i walącym się domu (1906)
- Sita
- Dies irae
- Cisza wieczorna
- Przy wigilijnym stole